# Мариан Алтипармаковски
Мариан Алтипармаковски (на македонска литературна норма: Марјан Алтипармаковски) е футболист от Северна Македония.

## Биография
Роден е на 18 юли 1991 година в град Битоля. Играе на поста нападател за гръцкия първодивизионен клуб Шкода Ксанти.
Алтипармаковски подписва договор за 5 години с Шкода Ксанти на 5 юли 2010 година. Преди това играе във ФК Пелистер.

## Отбори
- ФК Пелистер – 25 мача, 6 гола
- Шкода Ксанти – 3 мача, 1 гол
- ФК Пелистер – 18 мача, 6 гола
- ФК Панилиакос – 10 мача, 2 гола
- ФК Работнички – 63 мача, 28 гола
- Интер Запрешич – 10 мача, 1 гол
- ФК Судува Мариямполе – 14 мача, 1 гол